# Alessandro Zampedri

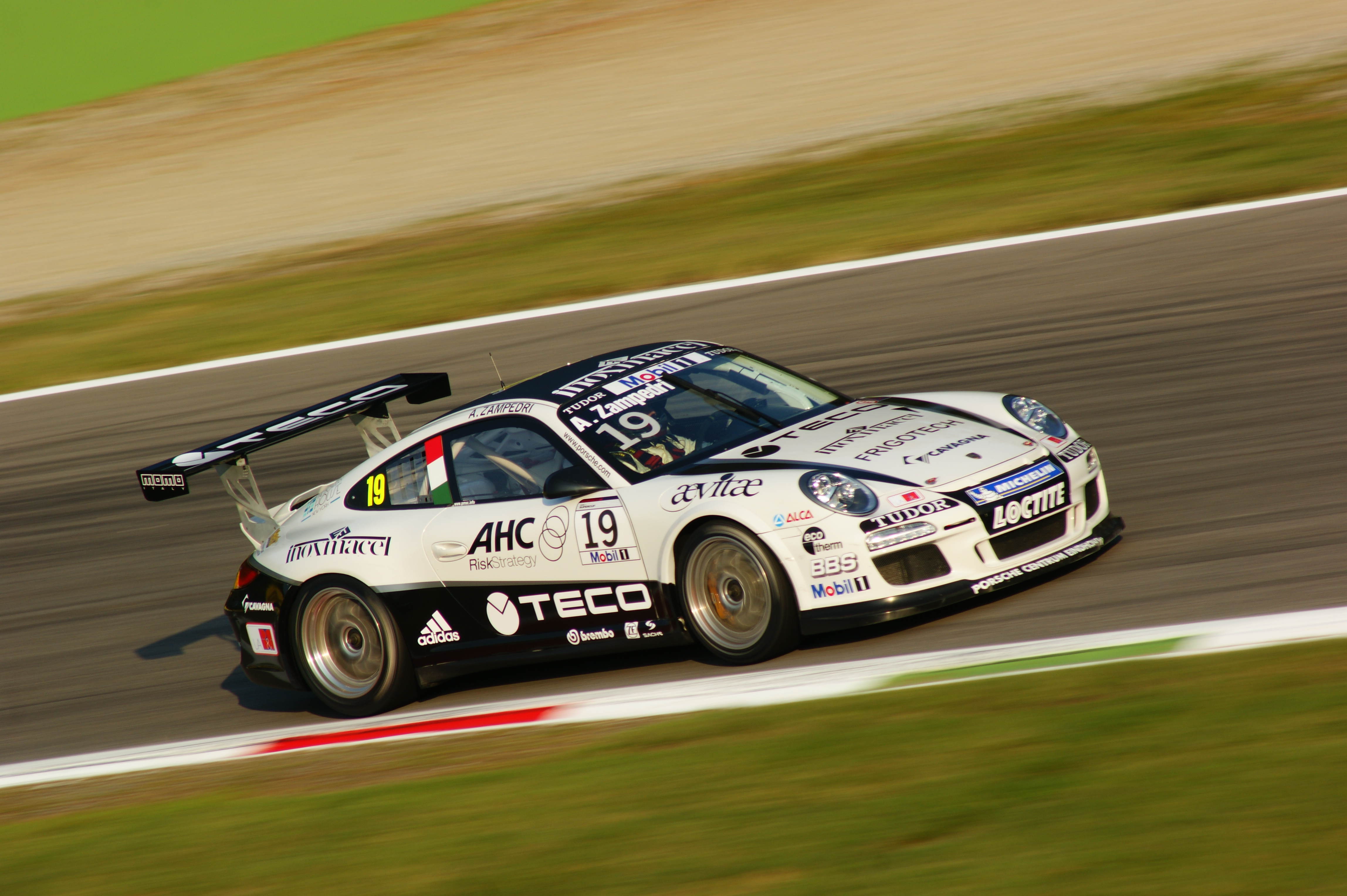
Alessandro Zampedri (2011)

Alessandro Zampedri (Brescia, 3 oktober 1969) is een Italiaans autocoureur.

## Carrière
Zampedri nam drie keer deel aan de Indianapolis 500. In 1995 eindigde hij op een elfde plaats. Tijdens de race van 1996 had hij een zware crash met ernstige verwondingen tot gevolg. Op het moment dat de race afgevlagd werd voor winnaar Buddy Lazier, was er een aanrijding tussen Roberto Guerrero en Eliseo Salazar. Zampedri kon de twee gecrashte wagens niet meer ontwijken en werd tijdens de aanrijding in de hoogte gekatapulteerd en kwam tot stilstand aan de ingang van de pitstraat. Hij werd evenwel nog op de vierde plaats gezet, zijn beste resultaat van de 29 Champ Car en Indy Racing League starts die hij maakte. Hij herstelde van zijn verwondingen en stond een jaar later opnieuw aan de start van de Indy 500, maar moest in de allereerste ronde opgeven met mechanische pech. Sinds 2000 rijdt hij in de Porsche Supercup. Hij won dat kampioenschap in 2005.